# Jan Błociszewski
 Jan Błociszewski z Błociszewa herbu Ostoja (zm. po 1429 r.) – dziedzic dóbr w Brodnicy, Błociszewie, Wronowie, Grabianowie, Luboni i innych.

## Życiorys
Jan Błociszewski pochodził z Błociszewa w Wielkopolsce. Jego ojcem był Świętomir Błociszewski. Miał brata rodzonego Mikołaja Błociszewskiego, kasztelana santockiego i sędziego poznańskiego. Wraz z bratem dziedziczył na przełomie wieków XIV i XV w Błociszewie, Brodnicy, Wronowie, Grabianowie, Sulejowie i Luboni. W związki małżeńskie wstępował dwukrotnie. Jego pierwszą żoną była Dzierżka a drugą Elżbieta. Miał synów: Stanisława, Macieja i Mikołaja. Jan wraz z bratem Mikołajem ufundowali kościół w Błociszewie w 1408 roku. Zmarł po 1429 a przed 1434 rokiem. Jego wnukiem był Piotr (syn Stanisława Błociszewskiego), który od dóbr dziedzicznych Lubiatowa Większego przyjął nazwisko Lubiatowski dając początek rodzinie Lubiatowskich herbu Ostoja.